# Daïra de Bir El Djir
La daïra de Bir El Djir est une daïra d'Algérie située dans la wilaya d'Oran et dont le chef-lieu est la ville éponyme de Bir El Djir.

## Localisation
La daïra de Bir El Djir est une circonscription administrative située à l'est d'Oran, le long de la côte de la Méditerranée.

## Communes de la daïra
La daïra de Bir El Djir est constituée de trois communes :
- Bir El Djir (Sidi El Bachir, Bendaoud 1 et 2, douar Belgaïd)[1]
- Hassi Bounif (Hassi Ameur)
- Hassi Ben Okba